# بيرغي
بيرغي هي مدينة صغيرة تقع في منطقة أوديمش الواقعة في مقاطعة أزمير في تركيا. ويأتي اسمها الحالي من تحريف الكلمة الإغريقية المستخدمة في العصور الوسطى بيرجيون (اليونانية: Πυργίον، والتي تعني "البرج الصغير").
في العصور القديمة، عرفت المدينة باسم ديوس هيرون (Διός Ἱερόν، "حرم زيوس"). ثم أعيد تسميتها لتصبح كريستوبوليس (Χριστούπολις) في القرن السابع عشر، وعرفت باسم بيرجيون منذ القرن الثاني عشر وحتى الآن. كما تم اعتمادها بوصفها مقرًا أسقفيًا منذ عام 451، وبوصفها أسقفًا مساعدًا لـأفسس، وظلت هكذا حتى نهاية القرن الثاني عشر عندما أصبحت حاضرة مطرانية منفصلة. وسقطت بيرجيون في أيدي الأتراك عام 1307، وأصبحت عاصمة إمارات الأناضول في إمارة بنو آيدين. ثم انضمت في النهاية إلى الدولة العثمانية عام 1390. وتشتهر بيرجي بعمارتها التي تعود إلى عصر الدولة السلجقية والعمارة العثمانية، حيث تم إدراجها بوصفها واحدة من مواقع التراث الثقافي العالمية بواسطة مؤسسة ÇEKÜL (حماية ودعم البيئة والتراث الثقافي) منذ عام 1994.

## المباني التاريخية البارزة
- قصر اakırağa — شيد في القرن التاسع عشر على الطراز العثماني على يد عائلة اakırağa واسعة الثراء.
- مسجد محمد بك أيدنوجلو — بتكليف من محمد بك عام 1313، مؤسس إمارة بنو آيدن
- مقبرة بيرجيفي محمد أفندي — بنيت عام 1335 في باحة مسجد محمد بك أيدنوجلو.
- ضريح سلطان شاه
- مدرسة القلعة، التي تلقى فيها السلطان محمد "الفاتح" (3 مارس 1432 – 3 مايو 1481) تعليمه.

## معرض صور

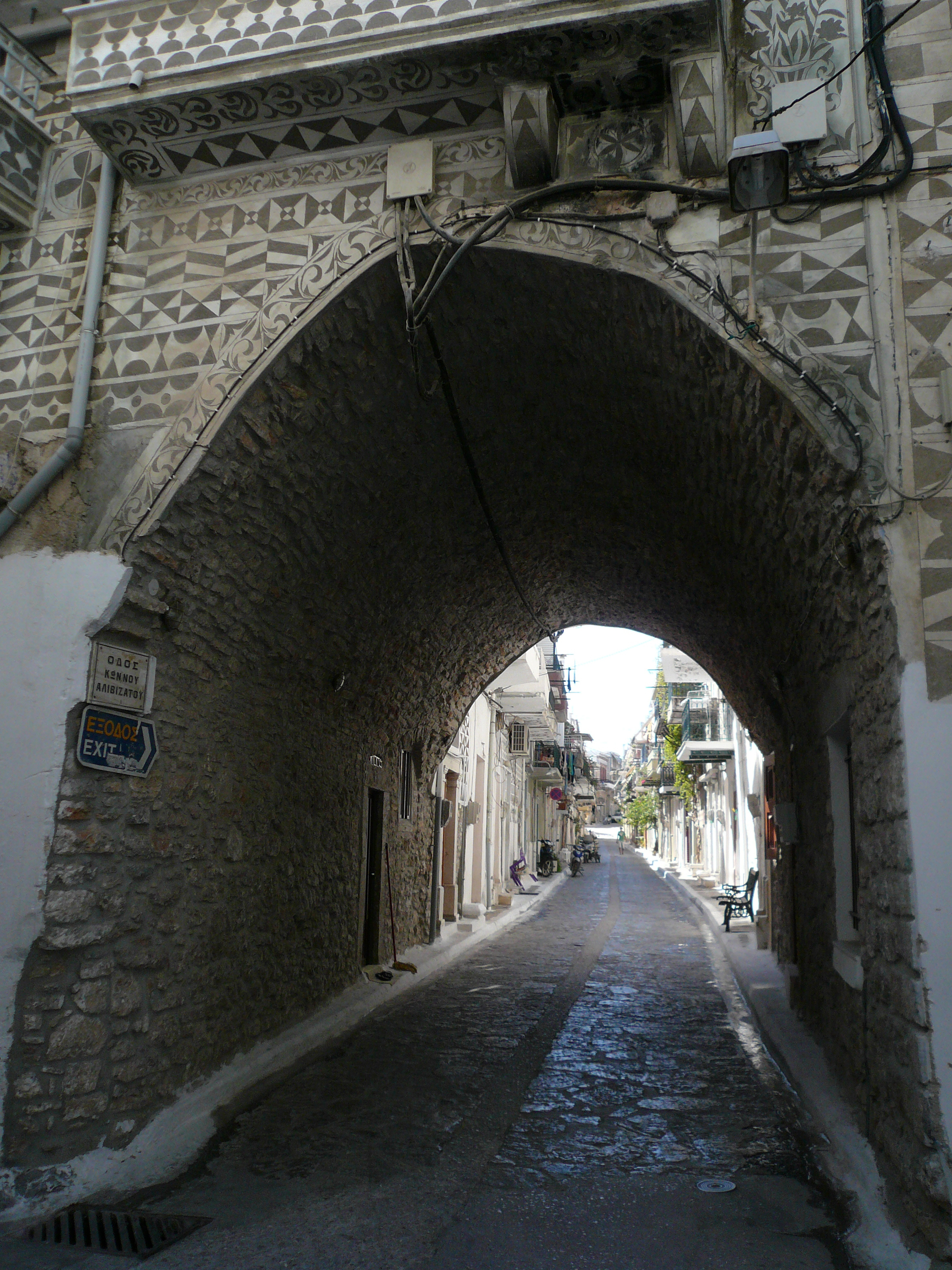
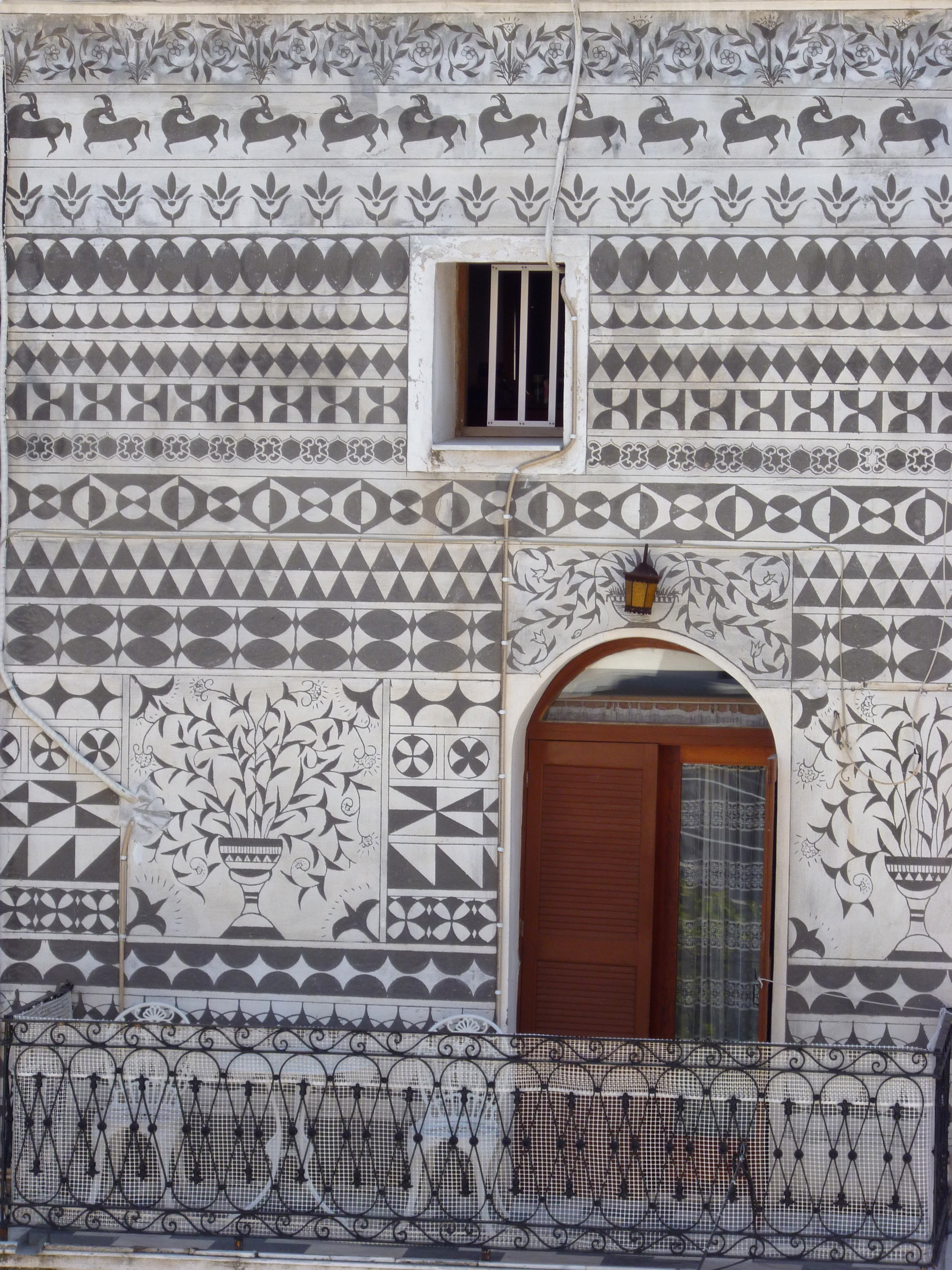
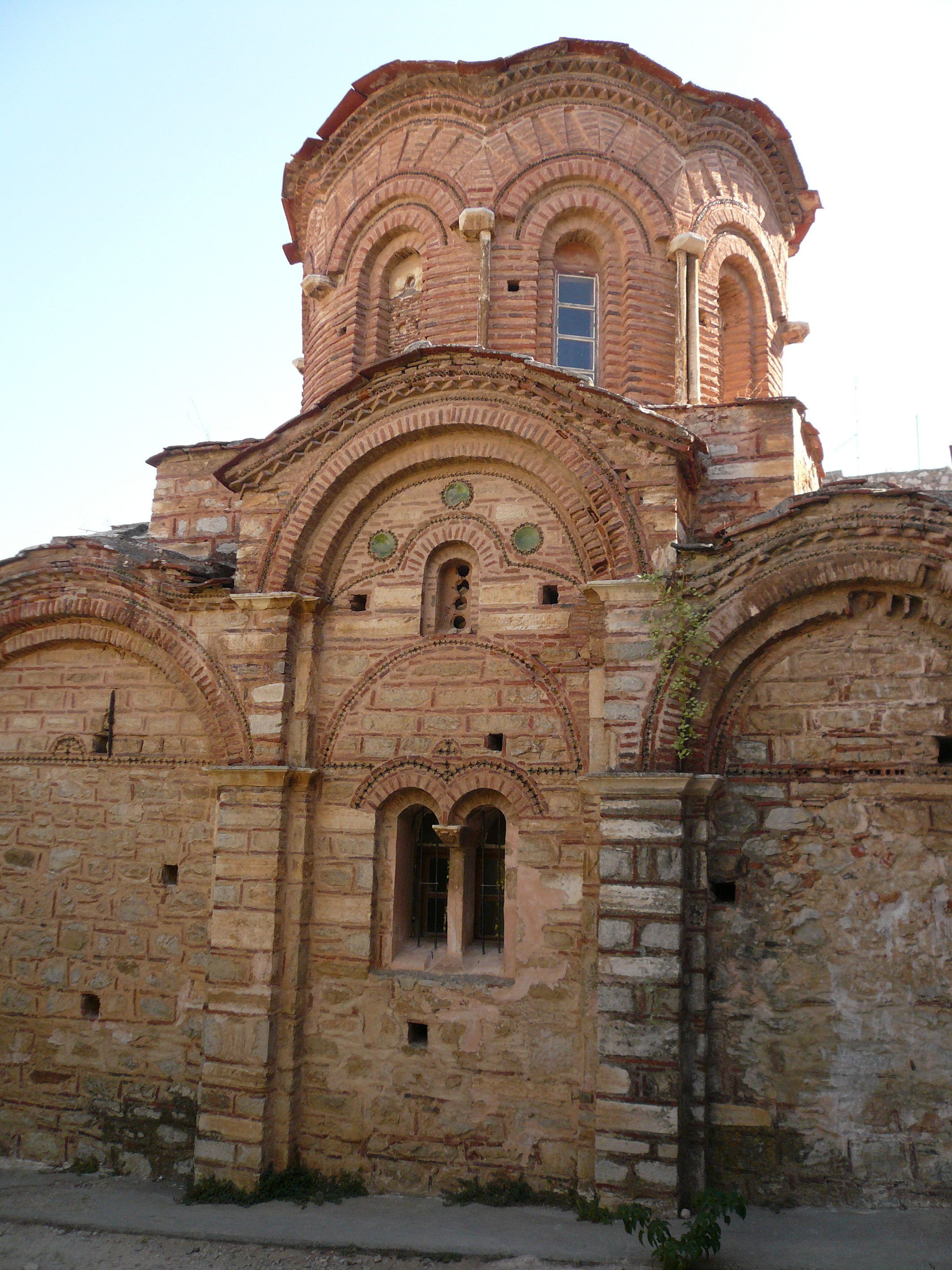
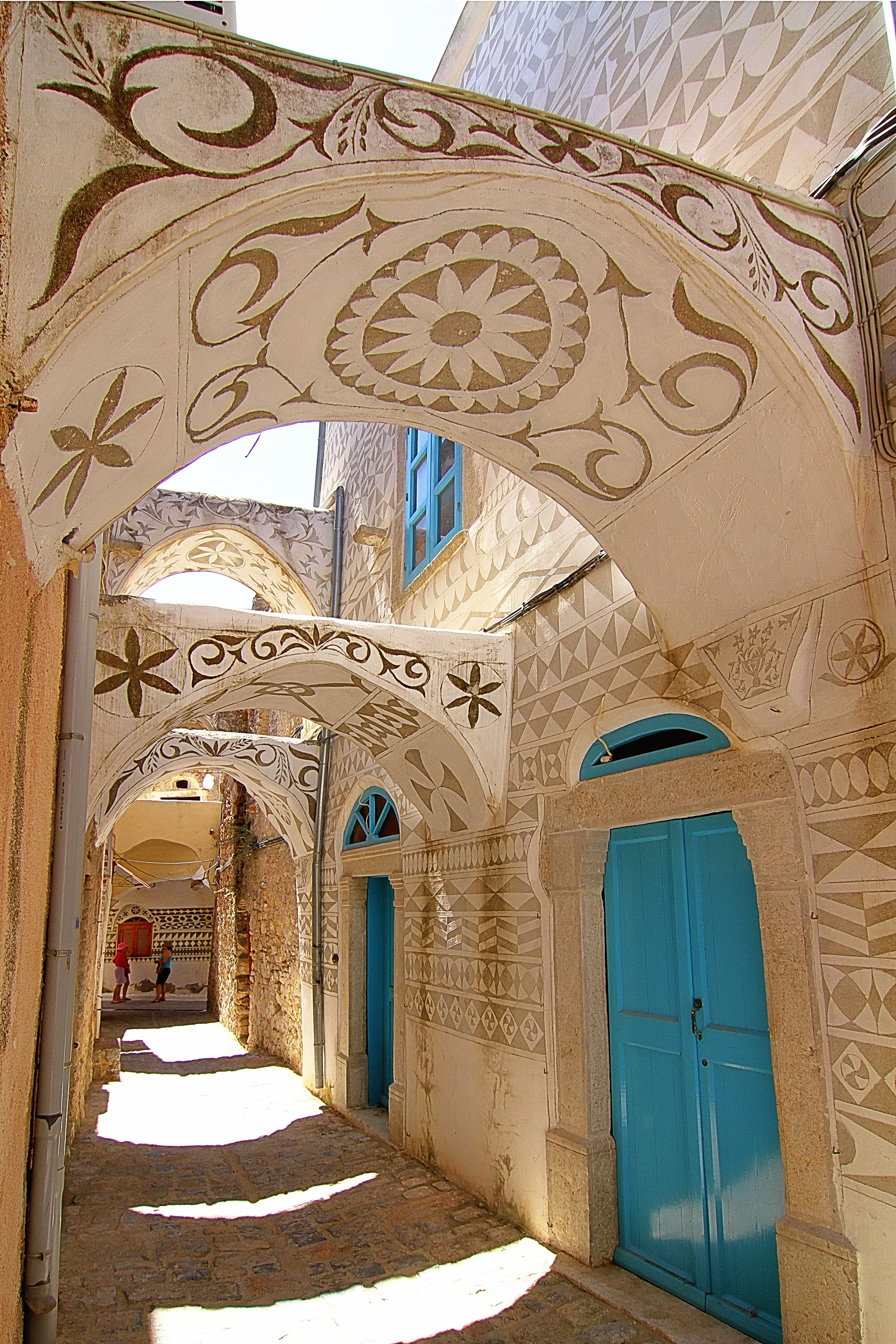
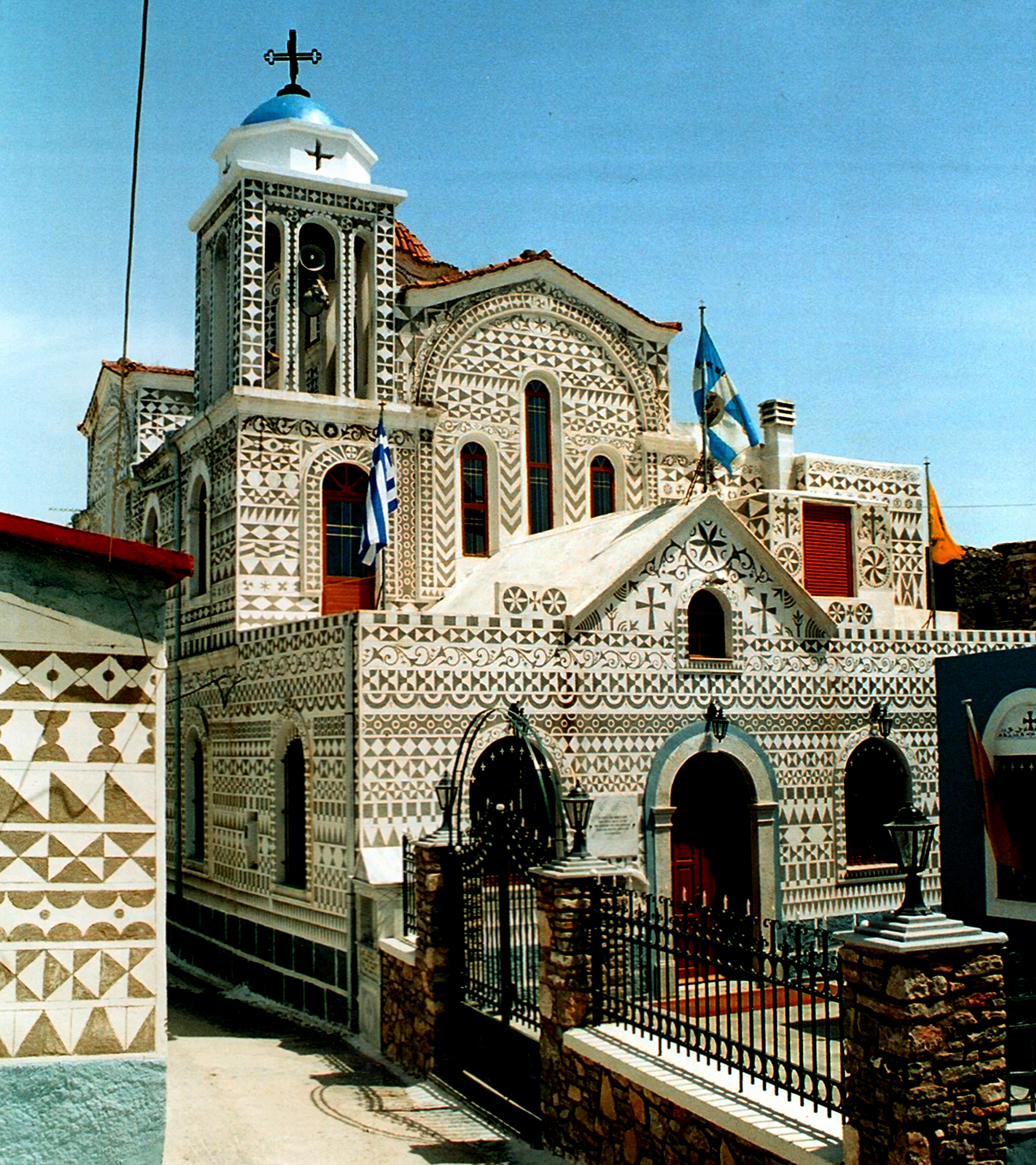
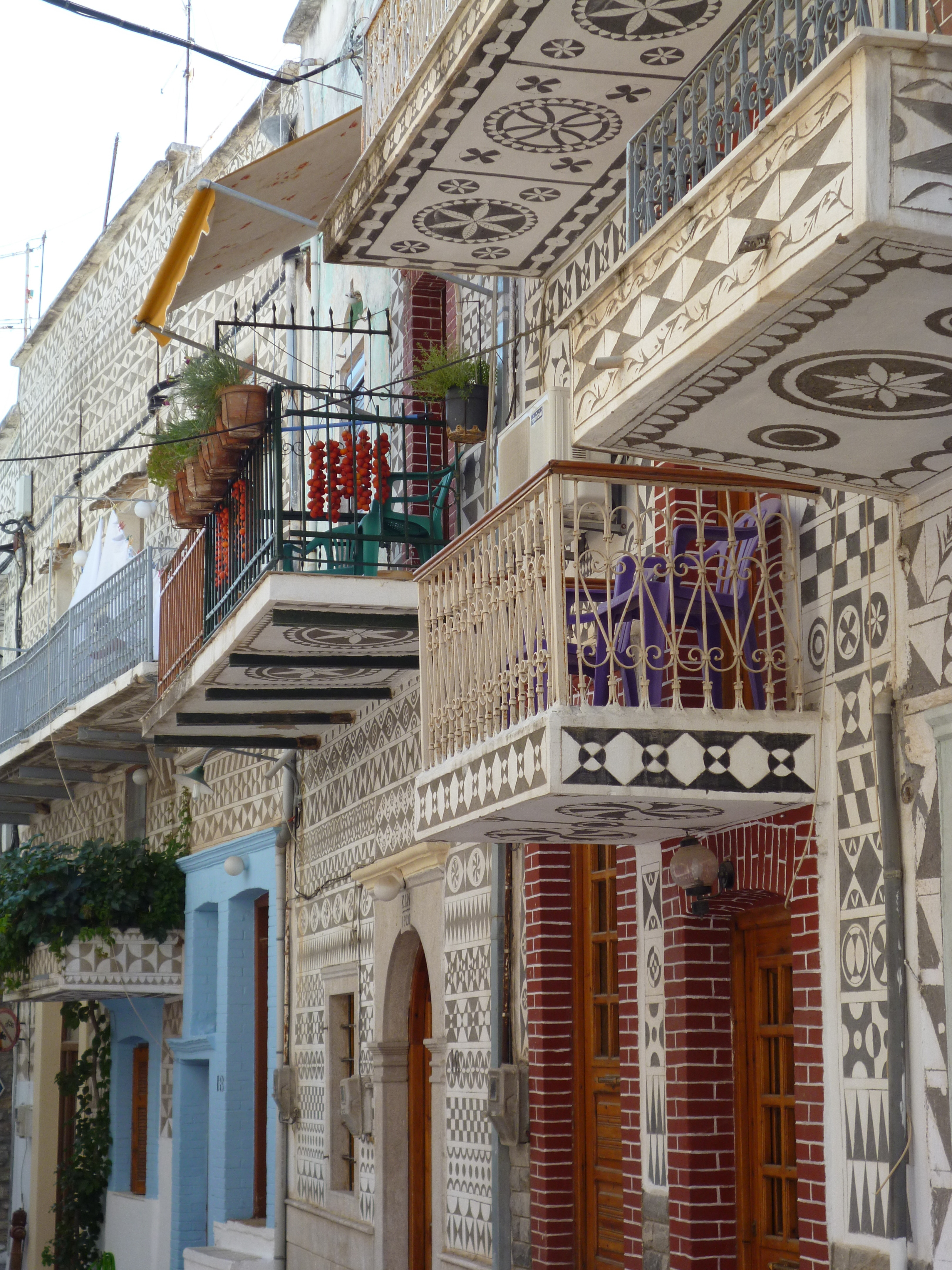